# Фульвия Плавцилла
Пу́блия Фу́львия Плавци́лла (лат. Publia Fulvia Plautilla; 180-е, Рим — 212, Липари, Сицилия) — супруга римского императора Каракаллы.
Дочь Гая Фульвия Плавтиана, префекта претория при императоре Септимии Севере, и Гортензии. В 202 году вышла замуж за сына Севера Каракаллу. Браку способствовало то, что Плавтиан и Север были земляками. В 204 году Фульвия Плавцилла родила дочь (имя неизвестно). Впрочем, в 205 году Гая Плавтиана обвинили в измене и казнили. После этого Плавциллу вместе с дочерью и братом отправили в ссылку на Сицилию, а затем перевели на один из Липарских островов. Впрочем сразу после того, как в 211 году Каракалла стал императором, он приказал убить свою бывшую жену и её брата.
Мраморный бюст Плавциллы находится в Лувре.

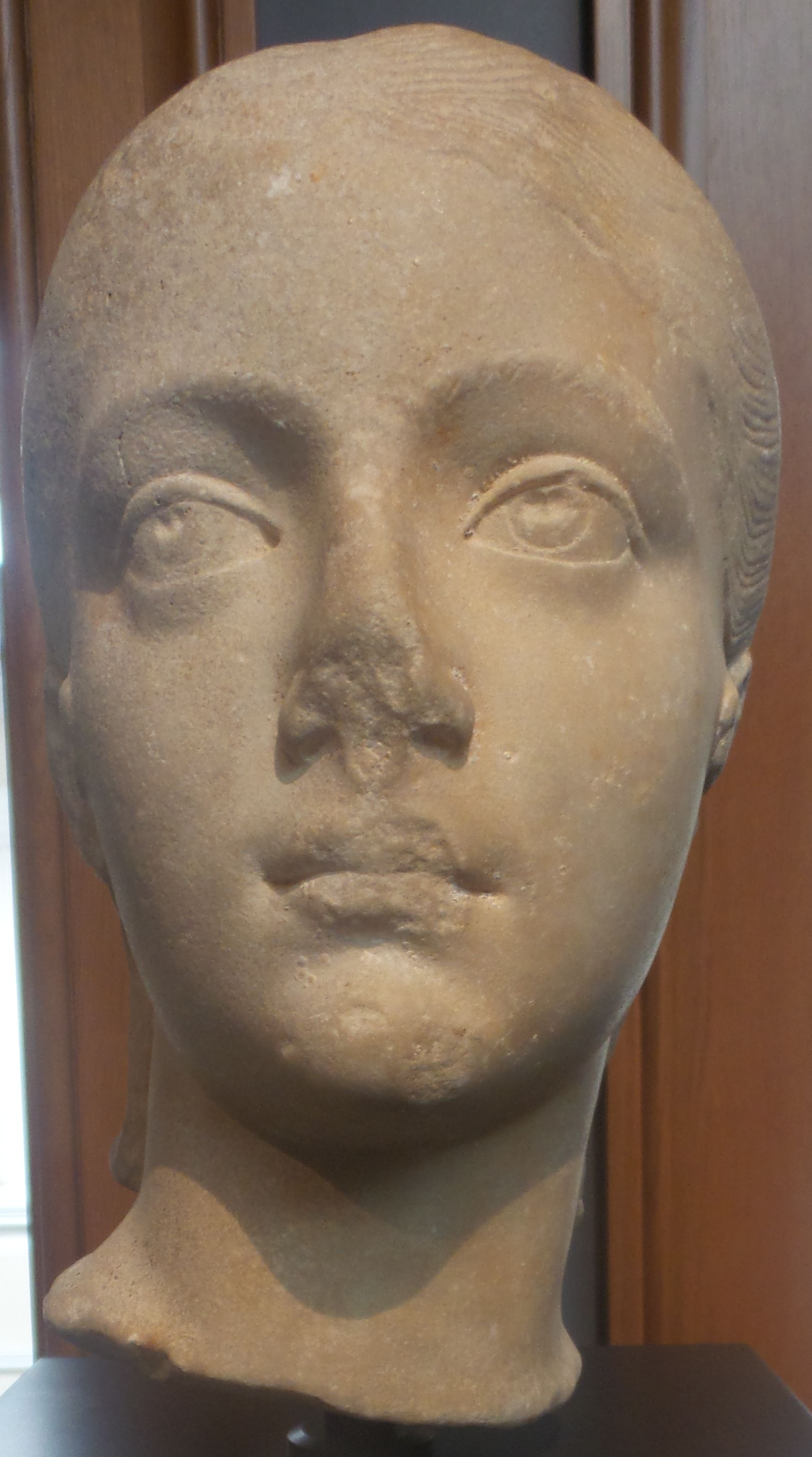
Мраморная голова Плавциллы. Датируется 200—205 гг.
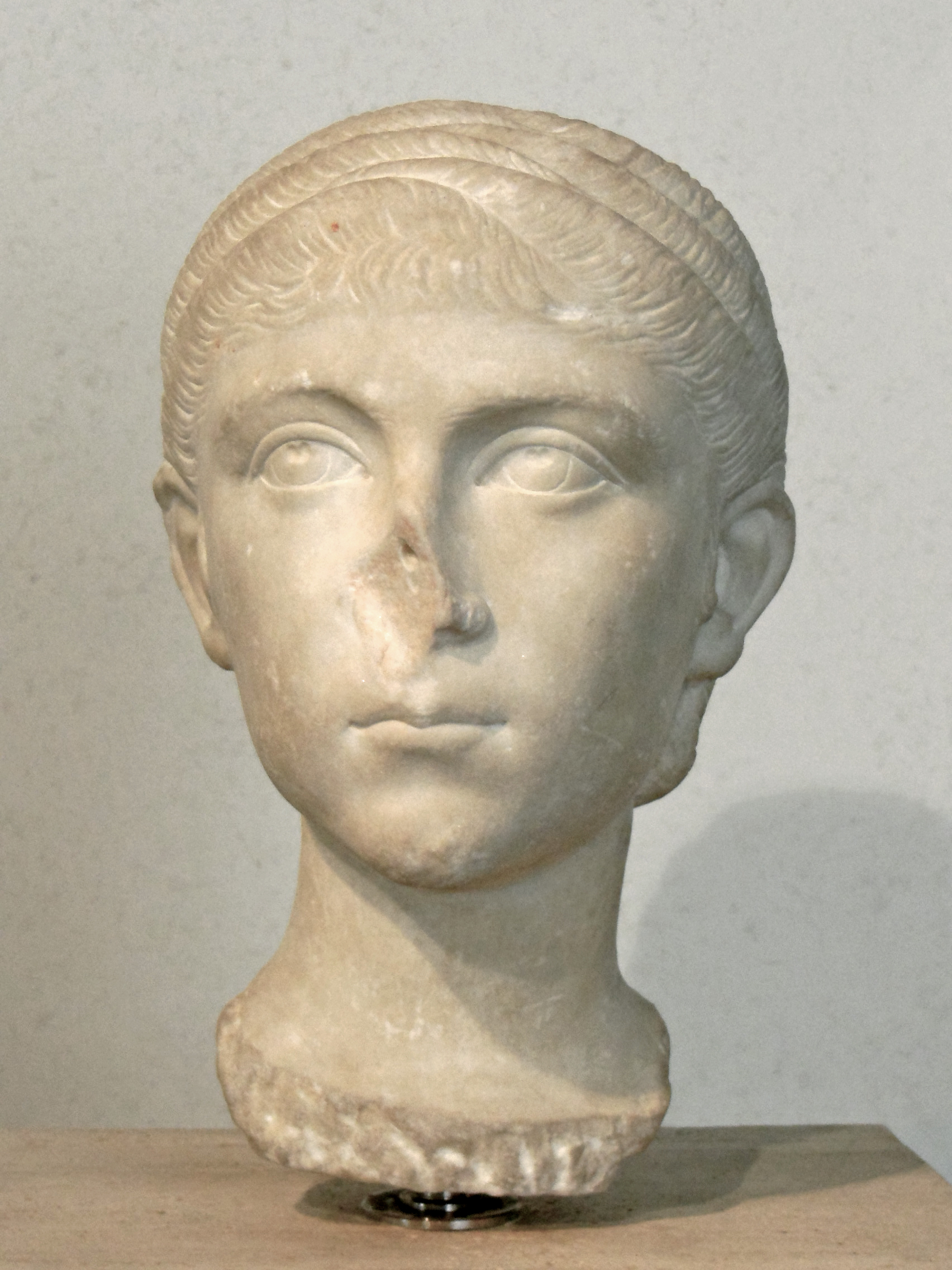
Голова Плавциллы. Национальный римский музей.